# Deportacje z terenów Górnego Śląska do ZSRR (1945)
Deportacje z terenów Górnego Śląska do ZSRR, Deportacje Górnoślązaków do ZSRR – masowe aresztowania i deportacje do pracy przymusowej na terenie ZSRR, przeprowadzone przez sowieckie organy bezpieczeństwa NKWD, Smiersz i podporządkowanych im funkcjonariuszy Ministerstwa Bezpieczeństwa Publicznego Rządu Tymczasowego na terenie Górnego Śląska po zajęciu jego obszaru przez Armię Czerwoną zimą 1945. Stanowią część Tragedii Górnośląskiej.

## Zatrzymania i deportacje
Zajęcie Górnego Śląska przez Armię Czerwoną nie przyniosło mieszkańcom oczekiwanego spokoju lecz kolejne cierpienia – kradzieże, gwałty, często również śmierć. Oprócz terroru rozpętanego przez żołnierzy (najczęściej w momencie zajmowania miejscowości) radziecka administracja przeprowadziła masowe aresztowania ludności i osadziła ich w specjalnych obozach. Podstawą formalną był zgoda aliantów podczas konferencji jałtańskiej na wykorzystanie przez ZSRR ludności niemieckiej do pracy przymusowej jako formy reparacji, a także rozkaz Państwowego Komitetu Obrony ZSRR z 6 lutego 1945 roku o internowaniu wszystkich Niemców od 17 do 50 roku życia. Formalnie miała to być mobilizacja i sformowanie w brygady robocze, a więc zatrzymanym nie musiano przedstawiać żadnych zarzutów. W praktyce o aresztowaniach decydowała nie rzeczywista lub deklarowana narodowość, lecz wiek i kwalifikacje przydatne podczas pracy przymusowej. Terenem aresztowań zostało objęte przedwojenne województwo śląskie, dawna rejencja opolska, lecz zdarzały się przypadki aresztowań na terenie Zagłębia Dąbrowskiego. Wśród osób aresztowanych i przeznaczonych do wywózki w głąb ZSRR znaleźli się Ślązacy każdej opcji narodowościowej, Polacy i Niemcy; prawdziwi sabotażyści i dywersanci, dawni powstańcy śląscy, żołnierze niemieccy i Armii Krajowej, członkowie PPR i innych organizacji komunistycznych oraz socjalistycznych, a nawet byli więźniowie niemieckich obozów i repatrianci z Europy zachodniej. Największą grupę stanowili młodzi i zdrowi górnicy, nie brakowało jednak osób poniżej 17 i powyżej 50 roku życia oraz kobiet. Szczególnej nasilenie akcji skoncentrowało się w miastach Bytom, Gliwice i Zabrze.
Zatrzymywanie przyszłych pracowników przymusowych przybierało różne formy – aresztowania w domach według przygotowanych list, po donosach sąsiadów, wezwanie pod groźbą sądu, propozycje dobrze płatnej pracy w ZSRR, a także zatrzymania i wywózki prosto z zakładów lub kopalń oraz z ulic. Na terenie przedwojennego województwa śląskiego do pomocy wykorzystywano Milicję Obywatelską, Urząd Bezpieczeństwa, a niekiedy członków Komitetu Wolne Niemcy. Przed deportacją zatrzymanych osadzano w trzech dużych obozach zbiorczych NKWD – w Łabędach, Mysłowicach i Oświęcimiu oraz w licznych mniejszych podobozach, nierzadko wykorzystywanych wcześniej przez III Rzeszę. 
Akcja rozpoczęta w lutym zakończyła się w kwietniu 1945 roku.

## Transport, miejsca i warunki pracy przymusowej
Niemal każdy z zatrzymanych sądził, że będzie wykonywał prace porządkowe na terenach przyfrontowych i potrwają one najwyżej kilka dni. Rzeczywistość okazała się zupełnie inna.
Część osób nie przeżyło transportu koleją w fatalnych warunkach. W wagonach nie było żadnych urządzeń sanitarnych, a jedynie dziura w podłodze. Wyżywienie zależało od konkretnego transportu – zdarzały się dwa bochenki spleśniałego chleba i wiadro wody co dwa dni na cały wagon (80-100 osób), inni mieli więcej szczęścia i otrzymywali dwa posiłki dziennie, nie zawsze gotowane (surowe ziemniaki i groch). Pociągi były strzeżone przez wojska NKWD, a wagony na stałe zamknięte. Doskwierał chłód (wagony nie były ogrzewane lub drewno do niewielkich piecyków kończyło się po dwóch-trzech dniach), brak było jakiejkolwiek opieki medycznej.
Deportowani pracowali w różnych miejscach ZSRR, głównie jednak w kopalniach Zagłębia Donieckiego, rzadziej na Uralu, Syberii, Kamczatce, w Kazachstanie i Białorusi. Na miejscu czekał ich typowy los łagiernika i wyczerpująca, ciężka praca w warunkach znacznie bardziej prymitywnych niż na Górnym Śląsku. Do tego dochodziło marne wyżywienie i złe warunki bytowe. Stosunek strażników najczęściej był poprawny, choć zdarzały się przypadki złego traktowania, zwłaszcza przez Ukraińców. Pomoc lekarska była albo niedostępna, albo na bardzo niskim poziomie.
Ucieczki z miejsc zesłania zdarzały się bardzo rzadko – wydostanie się poza granice ZSRR było bardzo trudne, do tego dochodziła obawa o rodzinę pozostawioną na Śląsku.

## Reakcje na Śląsku
Wywóz licznej i wykwalifikowanej grupy ludzi pozbawiał śląski przemysł rąk do pracy, niektóre kopalnie musiały wstrzymać wydobycie na kilka miesięcy, nie uruchamiano z powrotem hut. Obsada zakładów na terenie przedwojennego Górnego Śląska w marcu 1945 roku sięgała 50% kadry przedwojennej. Jeszcze gorzej wyglądała sytuacja w dawnej rejencji opolskiej. Mieszkańcy Śląska, dotknięci tragedią utraty bliskich, nastawiali się negatywnie do władz i państwa polskiego, które współobwiniano o przeprowadzanie deportacji. Wiele rodzin straciło środki do życia.
Istnieje duże prawdopodobieństwo, że zarówno polski aparat państwowy, jak i członkowie MO, przymuszani do udziału w akcji, a często zobligowani do dostarczenia odpowiedniej liczby osób, nie zdawały sobie często sprawy, jaki los czeka zatrzymane osoby. Oprócz strat gospodarczych działania władz radzieckich były poważnym ciosem dla prestiżu nowej władzy, deklarującej powrót Śląska do Macierzy i wyzwolenie społeczno-narodowe.
Po pewnym czasie władze polskie rozpoczęły starania o powstrzymanie kolejnych wywózek oraz powrót deportowanych do domów. W sprawę zaangażował się m.in. ówczesny wojewoda śląski, Jerzy Ziętek, któremu udało się uchronić przed wywiezieniem kilkuset zatrzymanych. Był on też inicjatorem powołania Komisji ds. Ujawniania Polaków w Sowieckich Obozach Pracy. Z kolei Polski Związek Zachodni od końca 1945 do lutego 1947 przeprowadził rejestrację mieszkańców Śląska wywiezionych na wschód – zarówno cywilnych, jak i byłych żołnierzy Wehrmachtu. Interesowano się głównie Górnoślązakami uznanymi za Polaków i to o ich powrót zabiegano.
Działania polskiej administracji napotykały na obojętność lub niechęć władz sowieckich. Dopiero w lipcu 1945 interwencje na szczeblu lokalnym i centralnym przyniosły pierwsze ograniczone rezultaty, gdy na Śląsk powróciły pierwsze transporty zwolnionych robotników przymusowych – głównie osób starych i chorych. Jest bardzo możliwe, że strona radziecka uznała zwolnienie części górników jako korzystną dla siebie, oczekując na dostawy węgla z polskich kopalń. Nadal jednak władze sowieckie robiły wszystko, aby jak najmniejsza liczba osób opuściła obozy pracy; na początku 1946 Wiaczesław Mołotow stwierdził nawet, że wszyscy internowani obywatele polscy zostali już zwolnieni. Strona radziecka nieoficjalnie sugerowała, że pozostali u nich sami Niemcy, natomiast strona polska, że są to Polacy, tylko zniemczeni. 
Polskie działania nie doprowadziły do masowych zwolnień; co jakiś czas wracały niewielkie grupy deportowanych. Ostatnie osoby zostały zwolnione dopiero w latach 50. XX wieku.

## Liczba deportowanych i ofiar
Dane dotyczące osób wywiezionych do ZSRR są różne. Ministerstwo Ziem Odzyskanych w lutym 1947 roku szacowało, że poza krajem znajduje się 59 350 autochtonów ze Śląska, większość w ZSRR. Centrum Dokumentacji Deportacji Górnoślązaków w Radzionkowie szacuje grupę aresztowanych na co najmniej 40 tysięcy osób. Czasem pojawiają się liczby nawet 90 tysięcy wywiezionych. Henryk Stańczyk opierając się na źródłach radzieckich przyjął taką liczbę wszystkich wywiezionych ze Śląska, niezależnie od opcji narodowościowej.
Nie ma również dokładnych danych, ile osób wróciło na Śląsk – przypuszcza się, że jedynie 20%. Z rejencji opolskiej z 16 tysięcy wywiezionych powróciło 3 tysiące. Brak pozostałych wynika z wysokiej śmiertelności wywiezionych, nieustalone miejsce pobytu oraz fakt, że część deportowanych wyjeżdżała od razu do powojennych Niemiec. Do września 1949 roku wróciły 5603 osoby, z czego tylko 1645 znajdowało się na wcześniejszej liście górników – obywateli polskich, wydanej przez Centralny Zarząd Przemysłu Węglowego. W połowie 1949 roku polska ambasada w Moskwie nadal wnosiła o zwolnienie 8328 osób.

## Upamiętnienie

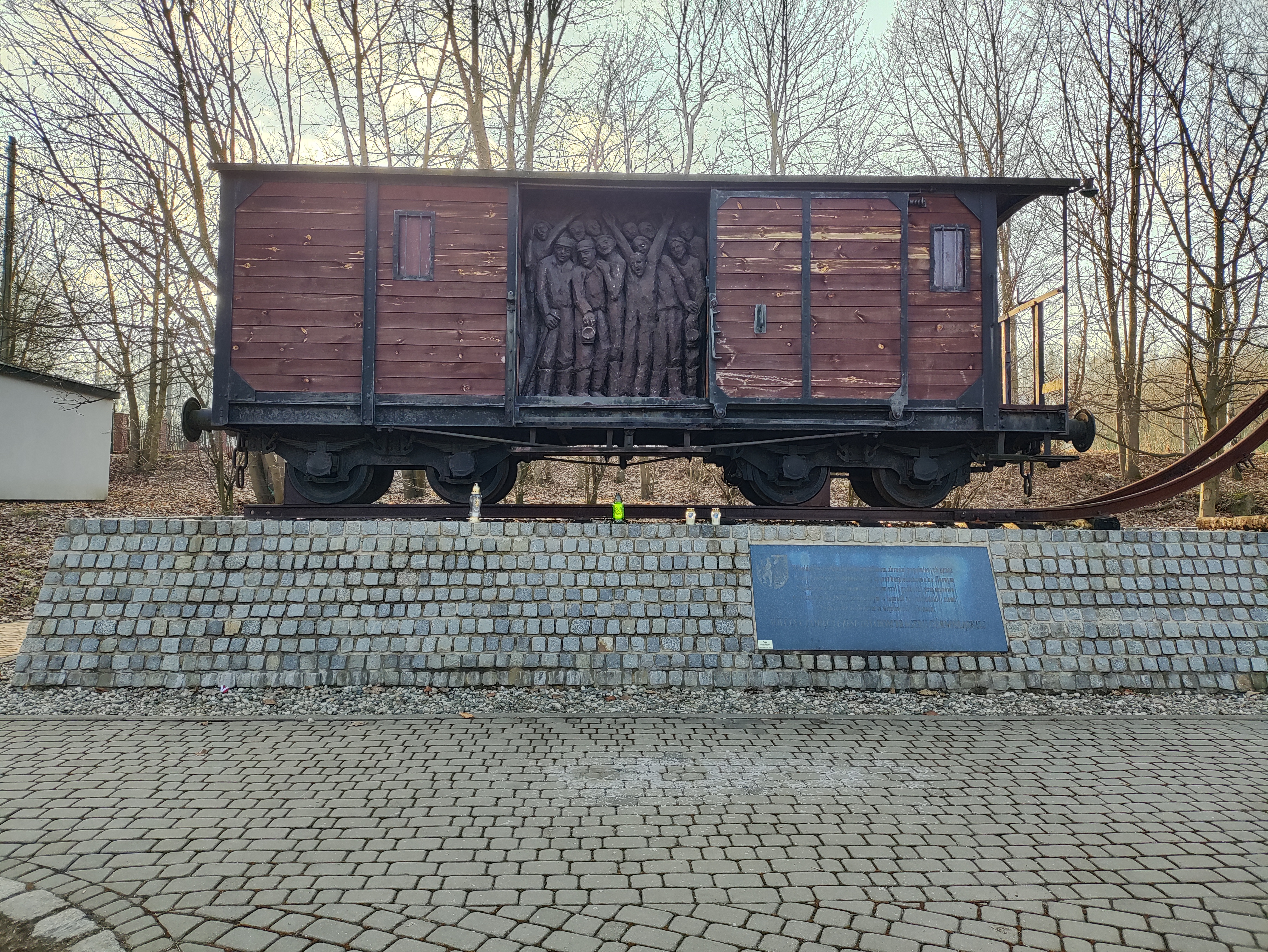
Pomnik w Bytomiu-Miechowicach

W okresie PRL Tragedia Górnośląska i deportacje do ZSRR były tematem tabu. Dopiero po 1989 roku możliwa stała się dyskusja na ten temat oraz upamiętnienie ofiar.
Rok 2015, w 70-lecie wydarzeń z 1945 roku, został uznany przez sejmik województwa śląskiego rokiem Pamięci Ofiar Tragedii Górnośląskiej. W Radzionkowie otwarto Centrum Dokumentacji Deportacji Górnoślązaków. W listopadzie 2015 roku w Bytomiu odsłonięto Pomnik Tragedii Górnośląskiej.
W Rybniku 18 maja 2023 roku został odsłonięty pomnik upamiętniający Tragedię Górnośląską ufundowany przez Miasto Rybnik. Znajduje się przy kościele Matki Bożej Bolesnej. Pomnik jest autorstwa Gabrieli Polewskiej-Pietrasiewicz i Piotra Pietrasiewicza. Na rzeźbie znajdują się słowa pamięci w trzech językach: śląskim, polskim i niemieckim.